# Поляк Овсій Ісаакович
Овсій Ісаакович Поляк (5 листопада 1908, Київ — 1970, Київ) — український, радянський шахіст та тренер, майстер спорту СРСР (1950), заслужений тренер УРСР.

## Біографія
Овсій Поляк народився та проживав у Києві.
Багаторазовий учасник першостей України, входить в п'ятірку лідерів за сумарною кількістю виступів у фінальних турнірах чемпіонатів України — 17 разів (лідери Анатолій Банник та Юрій Сахаров — по 19 турнірів).
Срібний призер чемпіонатів України 1939 та 1948 років (програв додатковий матч Олексію Сокольському), бронзовий призер 1955 року.
У 1938 році переміг у турнірі серед шахістів першорозрядників СРСР.
Учасник півфінальних турнірів першостей СРСР 1949 (6-7 місце) та 1950 (5-7 місце).
Під час німецько-радянської війни евакуювався в Пермі, де працював головою обкому однієї з профспілок (1943—1946рр), у 1944 році переміг в чемпіонаті міста. У 1950-х роках обіймав посаду голови Київської міської шахової федерації, працював тренером в «Авангарді» та київському палаці піонерів.
У складі збірної Української РСР учасник двох чемпіонатів першості СРСР між командами союзних республік (1948, 4-те місце та 1953, 5-те місце), у складі ДСТ «Медик» учасник двох командних кубків СРСР (1952, 5-те місце та 1954, 3-тє місце).
Автор книг для дітей та молоді «Шахи» (1959), «Вчіться грати в шахи» (1967), «Вчіться грати в шахи» (1973). Редактор ряду шахових рубрик.
Як тренер, працював з Леондом Штейном (триразовий чемпіон СРСР, дворазовий чемпіон України), Юрієм Ніколаєвським (триразовий чемпіон України), Едуардом Гуфельдом (триразовий призер чемпіонатів України).
Овсій Поляк один із учасників «безсмертної української партії», в якій він програв Юхиму Корчмару. Партія була зіграна 9 липня 1937 року у Києві під час 17 туру чемпіонату України 1937 року.

## Результати виступів у чемпіонатах України
Овсій Поляк зіграв у 17-ти фінальних турнірах чемпіонатів України, набравши при цьому 158 очок із 303 можливих.
| Рік  | Місто           | Турнір                                                          | +  | − | = | Результат | Місце   |
| ---- | --------------- | --------------------------------------------------------------- | -- | - | - | --------- | ------- |
| 1936 | Київ            | 8-й чемпіонат України                                           | 5  | 7 | 5 | 7½ з 17   | 11 — 14 |
| 1937 | Київ            | 9-й чемпіонат України                                           | 7  | 6 | 4 | 9 з 17    | 7 — 10  |
| 1938 | Київ            | 10-й чемпіонат України                                          | 7  | 4 | 6 | 10 з 17   | 7 — 9   |
| 1939 | Дніпропетровськ | 11-й чемпіонат України                                          | 9  | 1 | 5 | 11½ з 15  | Silver  |
| 1940 | Київ            | 12-й чемпіонат України                                          | 6  | 4 | 7 | 9½ з 17   | 6 — 7   |
| 1946 | Київ            | 15-й чемпіонат України                                          |    |   |   | 7½ з 17   | 12      |
| 1947 | Київ            | 16-й чемпіонат України                                          | 6  | 6 | 4 | 8 з 16    | 8       |
| 1948 | Київ            | 17-й чемпіонат України                                          | 12 | 5 | 1 | 12½ з 18  | 1 — 2   |
|      | Одеса           | Матч з Олексієм Сокольським за 1 місце 17-го чемпіонату України | 2  | 6 | 6 | 5 з 14    | Silver  |
| 1949 | Одеса           | 18-й чемпіонат України                                          | 6  | 6 | 7 | 9½ з 19   | 12      |
| 1950 | Київ            | 19-й чемпіонат України                                          | 8  | 5 | 4 | 10 з 17   | 5       |
| 1951 | Київ            | 20-й чемпіонат України                                          | 6  | 8 | 3 | 7½ з 17   | 11      |
| 1952 | Київ            | 21-й чемпіонат України                                          | 4  | 5 | 6 | 7 з 15    | 10 — 12 |
| 1953 | Київ            | 22-й чемпіонат України                                          | 5  | 2 | 6 | 8 з 13    | 5 — 6   |
| 1955 | Київ            | 24-й чемпіонат України                                          | 8  | 4 | 5 | 10½ з 17  | — 5     |
| 1956 | Київ            | 25-й чемпіонат України                                          | 5  | 5 | 9 | 9½ з 19   | 11 — 12 |
| 1959 | Київ            | 28-й чемпіонат України                                          | 5  | 9 | 7 | 8½ з 21   | 16 — 17 |
| 1960 | Київ            | 29-й чемпіонат України                                          | 3  | 6 | 8 | 7 з 17    | 13 — 15 |

## Книги
• Поляк О. І. Шахи. — Київ: Молодь, 1959.

• Поляк О. І. Вчіться грати в шахи. — Київ: Здоров'я, 1967.

• Поляк О. І., Ніколаєвський Ю. В. Вчіться грати в шахи. — Київ: Веселка, 1973.